# 대니얼 아랍 모이
대니얼 토로이티치 아랍 모이(Daniel Toroitich arap Moi, 1924년 9월 2일~2020년 2월 4일)는 케냐의 정치가였다.
1978년에서 2002년까지 24년 동안 케냐의 대통령이었다.
당시 케냐 식민지의 사초에서 소수민족 칼렌진(Kalenjin)의 부족원으로 태어나, 21세에 교사가 되었다. 1960년대 초반에 케냐의 과도적 정부에서 교육부 장관에 임명되었다. 자신이 케냐 아프리카 민주 연합당의 공동 창당자와 의장을 지내왔음에도 불구하고 당은 소수민족을 수습하였고, 모이는 1964년 키쿠유 족이 지배한 케냐 아프리카 국민 연합당에 입당하였다. 같은 해 내무부 장관에 임명되었다.
1967년 부통령이 되었다가, 1978년 조모 케냐타가 사망하자 그 뒤를 이어 대통령에 취임하였다. 그는 빨리 권력을 강화하여, 야당들을 파문하고 권위와 직위로 자신의 칼렌진 족들을 위한 진흥에 힘썼다. 또한 1977년에 케냐의 시인인 응구기 와 티옹오를 체포하라고 명령하였다. 1982년에는 그에게 쿠데타 시도를 진압하는 데 충성을 다한 육군에게 비위를 맞추었다.
모이는 케냐타의 친서방 정책을 계속적으로 추진하였고, 그의 정책 아래에서 케냐는 아프리카에서 가장 번영하는 국가들 중의 하나로 자리매김하였다.
개혁을 위한 요구를 향하며, 1991년 야당들을 공인하였다. 그는 그의 정부를 골칫거리로 지속시킨 사기죄로 비난이 한창이었던 1992년 다당 선거에서 승리하였고, 1997년에도 재선되었다. 2002년 12월 30일 집권 24년 만에 사임하였다. 
2020년 95세의 나이로 사망했다.

## 역대 선거 결과
| 선거명      | 직책명        | 대수 | 정당                   | 득표율   | 득표수      | 결과 | 당락 |
| ----------- | ------------- | ---- | ---------------------- | -------- | ----------- | ---- | ---- |
| 1978년 선거 | 케냐의 대통령 | 2대  | 케냐 아프리카 민족동맹 | 단독후보 | 무투표      | 1위  |      |
| 1979년 선거 | 케냐의 대통령 | 2대  | 케냐 아프리카 민족동맹 | 단독후보 | 무투표      | 1위  |      |
| 1983년 선거 | 케냐의 대통령 | 2대  | 케냐 아프리카 민족동맹 | 단독후보 | 무투표      | 1위  |      |
| 1988년 선거 | 케냐의 대통령 | 2대  | 케냐 아프리카 민족동맹 | 단독후보 | 무투표      | 1위  |      |
| 1992년 선거 | 케냐의 대통령 | 2대  | 케냐 아프리카 민족동맹 | 36.35%   | 1,962,866표 | 1위  |      |
| 1997년 선거 | 케냐의 대통령 | 2대  | 케냐 아프리카 민족동맹 | 40.40%   | 2,500,865표 | 1위  |      |